# Problème 2-SAT
En informatique théorique, le problème 2-SAT est un problème de décision. C'est une restriction du problème SAT qui peut être résolu en temps polynomial, alors que le problème général est NP complet. Le problème 2-SAT consiste à décider si une formule booléenne en forme normale conjonctive, dont toutes les clauses sont de taille 2, est satisfaisable. De telles formules sont appelées 2-CNF ou formules de Krom,.

## Définitions et exemples

### Restriction syntaxique
On considère des formules en forme normale conjonctive, c'est-à-dire que ce sont des ET de OU de littéraux (un littéral est une variable ou la négation d'une variable). Par exemple :
{\displaystyle (x_{1}\lor \neg x_{2}\lor \neg x_{3})\land (\neg x_{1}\lor x_{3}\lor x_{4}\lor x_{6})}
Pour le problème 2SAT, on se restreint le nombre de littéraux par clause est égal 2. Un exemple d'une telle formule est alors :
{\displaystyle (x_{1}\lor \neg x_{2})\land (\neg x_{1}\lor x_{3})}
Une formule en forme normale conjonctive avec 2 littéraux par clause s'appelle aussi une 2-CNF ou formule de Krom.

### Problème algorithmique
Le problème de décision 2SAT est le suivant :
Entrée : Une formule en forme normale conjonctive avec 2 littéraux par clause ;
Question : Existe-t-il une assignation des variables, qui rende la formule vraie ? Autrement dit, la formule peut-elle être satisfaite ?
Dans les applications il est souvent nécessaire de pouvoir donner une solution explicite, et non pas seulement de décider si elle existe.

### Graphe d'implication

Graphe d'implication de la formule

On peut représenter une formule en forme normale conjonctive avec au plus 2 littéraux par clause par un graphe orienté appelé graphe d'implication (en). La figure ci-contre montre un graphe d'implication pour la formule {\displaystyle (x_{0}\lor x_{2})\land (x_{0}\lor \lnot x_{3})\land (x_{1}\lor \lnot x_{3})\land (x_{1}\lor \lnot x_{4})\land (x_{2}\lor \lnot x_{4})\land {} \atop \quad (x_{0}\lor \lnot x_{5})\land (x_{1}\lor \lnot x_{5})\land (x_{2}\lor \lnot x_{5})\land (x_{3}\lor x_{6})\land (x_{4}\lor x_{6})\land (x_{5}\lor x_{6}).}
L'idée est de remarquer qu'une clause de taille 2 peut toujours s'écrire comme une implication logique. Par exemple la clause {\displaystyle (x_{0}\lor x_{2})}dans la formule ci-dessus peut s'écrire {\displaystyle (\neg x_{0}\rightarrow x_{2})}, ou encore {\displaystyle (\neg x_{2}\rightarrow x_{0})}. On peut alors construire un graphe dont les sommets sont les littéraux, et dont les arêtes représentent les implications. C'est pourquoi il y a un arc du sommet {\displaystyle \neg x_{0}}au sommet {\displaystyle x_{2}}et un arc du sommet {\displaystyle \neg x_{2}}au sommet {\displaystyle x_{0}}.
C'est un graphe antisymétrique (en) et on peut montrer qu'une formule est satisfaisable si et seulement si dans son graphe d'adjacence aucun sommet {\displaystyle x_{i}}n'est dans la même composante fortement connexe que son nœud complémentaire {\displaystyle \neg x_{i}}. On peut déduire de cette propriété un algorithme de complexité linéaire pour le problème.

## Théorie de la complexité
2-SAT est complet pour la classe de complexité NL, tout comme le problème de l'accessibilité dans un graphe. On donne ici des démonstrations pour l'appartenance à NL et la NL-dureté.

### Appartenance à NL
D'après le théorème d'Immerman-Szelepcsényi, co-NL = NL, donc pour montrer que {\displaystyle {\text{2-SAT}}} est dans NL, il suffit de montrer que le problème dual {\displaystyle {\overline {\text{2-SAT}}}}, le problème qui consiste à savoir si une formule en forme normale conjonctive avec 2 n'est pas satisfiable, est dans NL. L'algorithme non-déterministe suivant décide {\displaystyle {\overline {\text{2-SAT}}}} en espace logarithmique :
```
  
choisir
 une variable 

  

    

      

        
x

      

    

    
{\displaystyle x}

  

 parmi les variables de 

  

    

      

        
ϕ

      

    

    
{\displaystyle \phi }

  

  

  

    

      

        
y

        
=

        
x

      

    

    
{\displaystyle y=x}

  

  
tant que
 

  

    

      

        
y

        
≠

        
¬

        
x

      

    

    
{\displaystyle y\neq \neg x}

  

:
     
si
 aucune clause de 

  

    

      

        
ϕ

      

    

    
{\displaystyle \phi }

  

 ne contient le littéral 

  

    

      

        
¬

        
y

      

    

    
{\displaystyle \neg y}

  

        
rejeter

     
choisir
 une clause de la forme 

  

    

      

        
¬

        
y

        
∨

        
z

      

    

    
{\displaystyle \neg y\vee z}

  

 ou 

  

    

      

        
z

        
∨

        
¬

        
y

      

    

    
{\displaystyle z\vee \neg y}

  

     

  

    

      

        
y

        
=

        
z

      

    

    
{\displaystyle y=z}

  

  

  

    

      

        
y

        
=

        
¬

        
x

      

    

    
{\displaystyle y=\neg x}

  

  
tant que
 

  

    

      

        
y

        
≠

        
x

      

    

    
{\displaystyle y\neq x}

  

:
     
si
 aucune clause de 

  

    

      

        
ϕ

      

    

    
{\displaystyle \phi }

  

 ne contient le littéral 

  

    

      

        
¬

        
y

      

    

    
{\displaystyle \neg y}

  

        
rejeter

     
choisir
 une clause de la forme 

  

    

      

        
¬

        
y

        
∨

        
z

      

    

    
{\displaystyle \neg y\vee z}

  

 ou 

  

    

      

        
z

        
∨

        
¬

        
y

      

    

    
{\displaystyle z\vee \neg y}

  

     

  

    

      

        
y

        
=

        
z

      

    

    
{\displaystyle y=z}

  

  
accepter
```

{\displaystyle {\text{2-SAT}}}est donc dans NL.

### NL-dureté
Comme {\displaystyle {\overline {\text{ST-CON}}}} est (co)NL-complet, il suffit de construire une réduction en espace logarithmique de {\displaystyle {\overline {\text{ST-CON}}}} vers 2-SAT pour montrer que 2-SAT est NL-dur.
Soient {\displaystyle G=(V,E)} un graphe orienté et {\displaystyle s,t} deux sommets de {\displaystyle G}.
En associant à chaque sommet de G une variable propositionnelle,
chaque arête entre deux sommets p et q correspond à la clause {\displaystyle \neg p\vee q}
(ou {\displaystyle p\to q}).
Soient {\displaystyle \phi =\bigwedge _{(p,q)\in E}(\neg p\vee q)} et {\displaystyle \psi =s\wedge \neg t\wedge \phi }.
Supposons {\displaystyle \psi } satisfiable. Soit {\displaystyle \sigma } une interprétation qui satisfait {\displaystyle \psi }.
Supposons qu'il existe un chemin {\displaystyle s=u_{0}\to u_{1}\to \ldots \to u_{n}=t} de s à t dans G.
Pour tout i, on a {\displaystyle \sigma (u_{i})=1} (par induction sur i):
- {\displaystyle \psi =s\wedge \ldots }, donc {\displaystyle \sigma (s)=1}.
- Soit i < n. Supposons avoir montré {\displaystyle \sigma (u_{i})=1}.

{\displaystyle (u_{i},u_{i+1})} est une arête de G, donc
{\displaystyle \psi =\ldots \wedge (\neg u_{i}\vee u_{i+1})\wedge \ldots } et {\displaystyle \sigma \models \neg u_{i}\vee u_{i+1}}.
Comme {\displaystyle \sigma (u_{i})=1}, on a nécessairement {\displaystyle \sigma (u_{i+1})=1}.
Donc {\displaystyle \sigma (t)=\sigma (u_{n})=1}.
Or {\displaystyle \psi =\neg t\wedge \ldots }, donc {\displaystyle \sigma (t)=0}, d'où une contradiction.
{\displaystyle \langle G,~s,~t\rangle } est donc une instance positive de {\displaystyle {\overline {\text{ST-CON}}}}.
Supposons que {\displaystyle \langle G,~s,~t\rangle } est une instance positive de {\displaystyle {\overline {\text{ST-CON}}}}.
Soit {\displaystyle \sigma } l'interprétation telle que pour tout sommet u, {\displaystyle \sigma (u)=1} si
u est accessible depuis s et {\displaystyle \sigma (u)=0} sinon.
Supposons que {\displaystyle \sigma } ne satisfait pas {\displaystyle \psi }.
On a {\displaystyle \sigma (s)=1} et {\displaystyle \sigma (t)=0}; il existe donc i tel que
{\displaystyle \sigma \not \models \neg u_{i}\vee u_{i+1}}, ce qui correspond à une arête {\displaystyle (u_{i},u_{i+1})}
telle que {\displaystyle \sigma (u_{i})=1} et {\displaystyle \sigma (u_{i+1})=0}.
{\displaystyle u_{i}} est donc accessible depuis {\displaystyle s}, mais pas {\displaystyle u_{i+1}},
ce qui contredit {\displaystyle (u_{i},u_{i+1})\in E}.
{\displaystyle \psi } est donc satisfiable.
{\displaystyle \psi } peut être construite en espace logarithmique (en la taille de G) pour toute instance de
{\displaystyle {\overline {\text{ST-CON}}}}.
{\displaystyle {\text{2-SAT}}} est donc NL-complet.